# Ira Lalaro
Ira Lalaro (hay Iralalaro, Ira-Lalaro, Surubec, Suro Bec) là một hồ nước tại tỉnh Lautém của Đông Timor (Timor-Leste). Đây là hồ nước ngọt lớn nhất trên đảo Timor, và là hồ lớn nhất Đông Timor. Ira Lalaro nằm trong vùng chim quan trọng núi Paitchau. Lưu vực hồ và sông Irasiquero là một hệ thống thủy sinh kín, nằm trong một polje. Diện tích mặt nước hồ dao động từ 10–55 kilômét vuông (3,9–21,2 dặm vuông Anh).

## Địa lý và địa chất

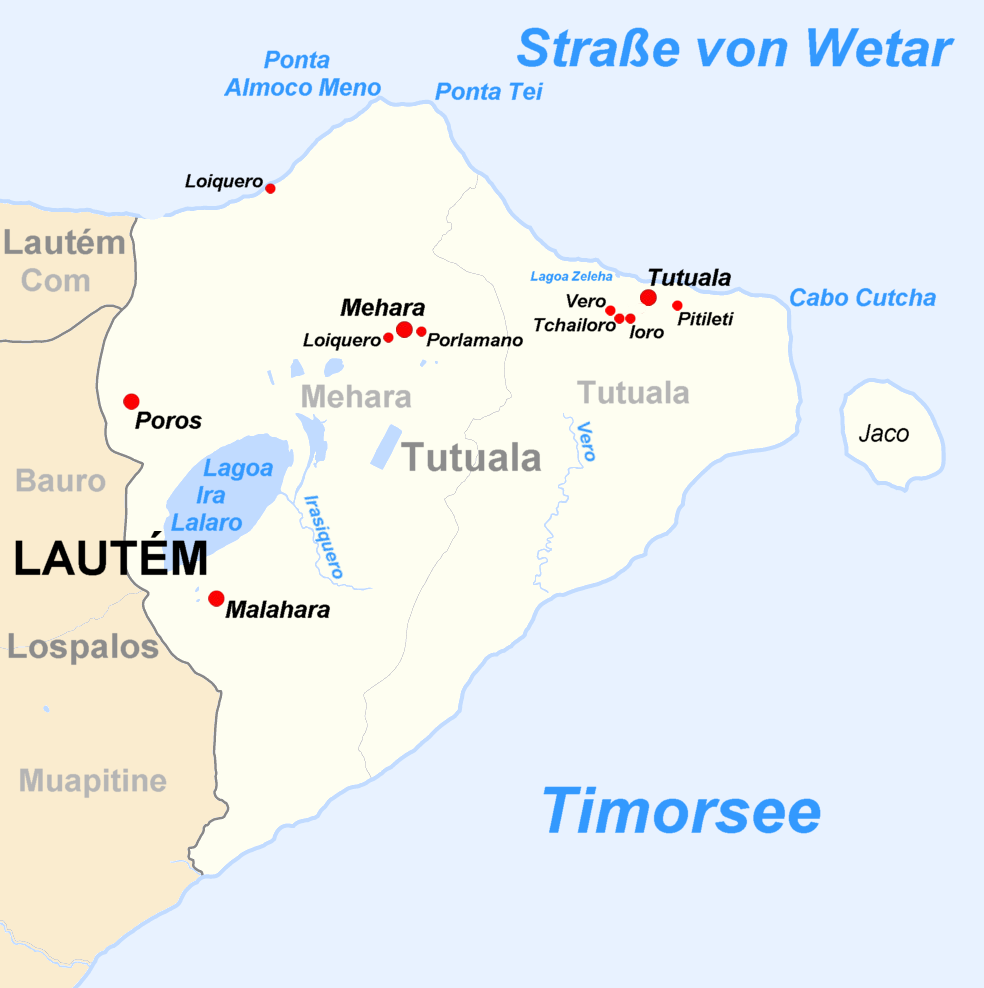
bưu điện hành chính tại Ira Lalaro

Ira Lalaro nằm ở viễn đông đảo Timor, và là một phần của vườn quốc gia Nino Konis Santana (680 kilômét vuông (260 dặm vuông Anh) mà chính phủ Đông Timor đã thiết lập năm 2007.
Vùng này có kiến tạo đá vôi kiểu karst, với nhiều hố sụt, thung lũng, hang và mạch nước. Ira Lalaro có diện tích tràn nước trung bình 1.900 hécta (19 km2), biến thiên từ 1.000–5.500 hécta (10–55 km2). Nó tọa lạc ở một vùng trũng trên cao nguyên, với độ cao 334 mét (1.096 ft).
Nước hồ vơi đi vào mùa khô và phần cạn nước trở thành đồng cỏ.
Quanh lưu vực hồ là rừng khô nhiệt đới với giá trị sinh học cao. Sông Irasiquero, bắt nguồn từ Ira Lalaru, chảy vào hố sụt Mainina (cách hồ khoảng 3,5 kilômét (2,2 mi)).